# فرودگاه منطقه‌ای شهرستان سندوسکی
فرودگاه منطقه‌ای سندوسکی کانتی (به انگلیسی: Sandusky County Regional Airport) یک فرودگاه همگانی بهره‌برداری هوایی است که یک باند فرود آسفالت دارد و طول باند آن ۱۶۷۶ متر است. این فرودگاه در کشور ایالات متحده آمریکا قرار دارد و در ارتفاع ۲۰۳ متری از سطح دریا واقع شده است.